# Peggy Whitson
Peggy Annette Whitson (Mount Ayr, 9 februari 1960) is een Amerikaans ruimtevaarder. De 675 dagen die ze in totaal in de ruimte doorbracht is een Amerikaans record.
Whitson maakte deel uit van NASA Astronaut Group 16. Deze groep van 44 ruimtevaarders begon hun training in 1996 en had als bijnaam The Sardines.
Haar eerste ruimtevlucht was STS-111 naar het internationaal ruimtestation ISS met de spaceshuttle Endeavour en vond plaats op 5 juni 2002. In totaal heeft zij (2023) vier ruimtevluchten op haar naam staan. In totaal maakte ze tien ruimtewandelingen.
In 2009 werd Whitson de directeur van het Astronaut Office van NASA. Ze was niet alleen de eerste vrouw die deze positie bekleedde, maar ook de eerste missiespecialist. De andere directeuren waren altijd voormalige piloten.
Whitson trad in 2012 af.
Op 17 november 2016 is zij vanaf de raketlanceerbasis Kosmodroom Bajkonoer in Kazachstan vertrokken voor een zes maanden durende missie in het ISS. Dit was de vijftigste gezamenlijke missie (Expeditie 50/51) van NASA, ESA en Roscosmos. Whitson zou in mei 2017 weer op aarde terugkeren, maar haar verblijf werd verlengd en ze bleef ook aan boord voor ISS-Expeditie 52. Uiteindelijk was ze in september 2017 weer terug op Aarde. Op 15 juni 2018 nam Whitson afscheid van NASA. Begin 2021 werd duidelijk dat ze als commercieel astronaut voor Axiom Space werkt en als reservegezagvoerder stond ingepland op Crew Dragon-vlucht Axiom Mission 1 (Ax-1). In mei 2023 was ze gezagvoerder van Axiom Mission 2 (AX-2).